# Oraș de 15 minute
Orașul de 15 minute (15-minute city, FMC sau 15mC) este un concept de planificare urbană în care majoritatea necesităților și serviciilor zilnice, cum ar fi munca, cumpărăturile, educația, îngrijirea sănătății și petrecerea timpului liber pot fi ușor accesibile cu o plimbare pe jos de 15 minute sau o plimbare cu bicicleta din orice punct al orașului. Această abordare își propune să reducă dependența de autovehicule, să promoveze o viață sănătoasă și durabilă și să îmbunătățească bunăstarea și calitatea vieții pentru locuitorii orașului.
Implementarea conceptului de oraș de 15 minute necesită o abordare multidisciplinară, care implică planificarea transportului, designul urban și elaborarea politicilor, pentru a crea spații publice bine proiectate, străzi prietenoase pentru pietoni și dezvoltări cu utilizare mixtă. Această schimbare a stilului de viață poate include munca la distanță, care reduce naveta zilnică și este susținută de disponibilitatea pe scară largă recentă a tehnologiei informației și comunicațiilor (TIC). Conceptul a fost descris ca o „întoarcere la un mod de viață local”.
Rădăcinile conceptului pot fi urmărite în tradițiile pre-moderne de planificare urbană, unde accesibilitatea pe jos și viața în comunitate erau obiectivul principal înainte de apariția rețelelor stradale și a automobile. În timpurile recente, se bazează pe principii similare centrate pe pietoni găsite în Noul Urbanism, dezvoltarea orientată spre tranzit și alte propuneri similare care promovează accesibilitatea pe jos, dezvoltările cu utilizare mixtă și comunitățile compacte și locuibile. Au fost propuse numeroase modele despre modul în care poate fi implementat conceptul, cum ar fi orașele de 15 minute construite dintr-o serie de cartiere mai mici de 5 minute, cunoscute și sub denumirea de comunități complete.
Conceptul a câștigat o acțiune semnificativă în ultimii ani, după ce primarul Parisului, Anne Hidalgo, a inclus un plan de implementare a conceptului de oraș de 15 minute în timpul campaniei sale de realegere din 2020. De atunci, un număr de orașe din întreaga lume au adoptat același obiectiv și mulți cercetători au folosit modelul de 15 minute ca instrument de analiză spațială pentru a evalua nivelurile de accesibilitate în cadrul țesăturii urbane. În 2023, au apărut teorii ale conspirației care descriu orașele de 15 minute drept instrumente de represiune guvernamentală.
Multe dintre aceste teorii ale conspirației vin pe filiera propagandei ruse⁠(en)[traduceți].